# United Imaging
United Imaging Healthcare (UIH) ist ein international tätiges, chinesisches Medizintechnik-Unternehmen, das sich zum Teil im Staatsbesitz befindet. Die Firma stellt Geräte für die Strahlentherapie, Röntgengeräte in Form von Bucky-Tischen, Rasterwandgeräten, C-Bögen, mobilen Röntgengeräten, Mammographiegeräten und Durchleuchtungsgeräten, aber auch Computertomographen, Kernspintomographen und Positronen-Emissions-Tomographen her.

## Wichtige Meilensteine
Das Unternehmen wurde im Jahr 2011 von Xue Min und Zhang Qiang gegründet.
Das im Jahr 2013 in Houston gegründete Forschungs- und Entwicklungszentrum wurde im Jahr 2018 zur regionalen Firmenzentrale in den USA. Daneben war die Firma in diesem Jahr erstmalig beim RSNA vertreten.  Im selben Jahr wurde in Zusammenarbeit mit der University of California, UC Davis, der weltweit erste Ganzkörper-Positronen-Emissions-Tomograph installiert, dessen Detektor den gesamten Patienten in einem einzigen Durchgang scannen kann.
Die Europazentrale, verantwortlich für Service und Vertrieb, wurde im Jahr 2019 im polnischen Warschau gegründet.
Die Firma profitierte von der Covid-19-Pandemie, da die chinesische Staatsregierung Röntgengeräte und Diagnostiksysteme als für Krankenhäuser essenzielle Bereiche benannte. Durch die durch die Pandemie gesteigerte Nachfrage nach Diagnostiksystemen konnte im Jahr 2020 die Schwelle zur Profitabilität überschritten werden.
Im Jahr 2022 konnten erstmals Aktien der Firma an der Shanghai Stock Exchange platziert werden, was 1,6 Mrd. Dollar einbrachte. 
Im Jahr 2023 nahm United Imaging am ECR teil und stellte seine Technologie dort erstmalig dem Europäischen Publikum vor. Ebenfalls 2023 wurde mit der Deutschen Firma MiE ein Kooperationsabkommen unterzeichnet. MiE wird in der D-A-CH Region Service und Vertrieb für PET/CT-Geräte von United Imaging bereitstellen.

## Niederlassungen
Neben der Zentrale mit angeschlossenem globalem Forschungszentrum in Shanghai unterhält die Firma auch in Wuhan ein Forschungsinstitut und eine Produktionsstätte sowie weitere Forschungszentren in Peking und Shenzhen. Im ostchinesischen Changzhou gibt es eine Produktionsstätte.
Außerhalb Chinas befinden sich Niederlassungen im südkoreanischen Seoul, in Tokyo, Japan, in Kuala Lumpur, Malaysia und im australischen Melbourne. In Afrika gibt es zwei Niederlassungen. Einmal im nordafrikanischen Casablanca sowie im südafrikanischen Johannisburg. Die Europazentrale befindet sich im polnischen Warschau. In den USA befindet sich ein Forschungszentrum in Boston. Die Nordamerika-Zentrale mit angeschlossenem Forschungszentrum befindet sich in Houston, Texas.